# Федеральный университет Рио-де-Жанейро
Федеральный университет Рио-де-Жанейро (порт. Universidade Federal do Rio de Janeiro, UFRJ), также Университет Бразилии (порт. Universidade do Brasil) — крупнейший государственный университет Бразилии. Родоначальник всей бразильской системы высшего образования, из которого впоследствии выделилось большинство государственных вузов страны.
Мировой рейтинг университетов QS в 2017 году назвал университет Рио-де-Жанейро лучшим федеральным вузом в стране и седьмым в Латинской Америке.
Federal University of Rio de Janeiro заработал отличную международную репутацию за выдающиеся достижения в следующих направлениях: «Искусство и Гуманитарные науки», «Инженерное дело и технологии», «Науки о жизни и медицина», «Естественные науки», «Социальные науки и менеджмент». Университет присутствует в топ 200 по качеству преподавания. Зачисление в вуз происходит на основе представленных результатов экзаменов. Федеральный университет Рио-де-Жанейро можно считать одним из самых строгих университетов на планете, который принимает всего 1 студента из 10 подавших заявление.

## История
Старейший вуз страны, непрерывно действующий с 1792 года, когда португальской королевой Марией была основана «Королевская академия артиллерии, фортификации и строительства» (порт. Real Academia de Artilharia, Fortificação e Desenho), предшественница политехнической школы UFRJ. Под названием «Университет Рио-де-Жанейро» был создан 7 сентября 1920 года (в день независимости Бразилии) указом президента Эпитасиу Песоа. Первое время в состав вуза входили политехническая школа, медицинский факультет и факультет права. Позднее к ним добавились школа изящных искусств и философский факультет.
В 1937 году правительство президента Жетулиу Варгаса инициировало реформу, в рамках которой вуз был преобразован в «Университет Бразилии». Таким образом власти стремились контролировать качество национальной системы высшего образования путем выработки стандартов, которым должны были бы соответствовать остальные университеты.
В 1965 году, в правление генерала Умберту Кастелу Бранку, университет достиг финансовой и академической автономии и получил современное наименование «Федеральный университет Рио-де-Жанейро».

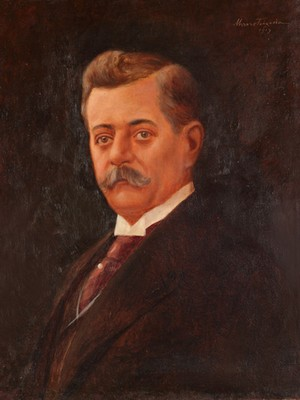
Эпитасиу Песоа
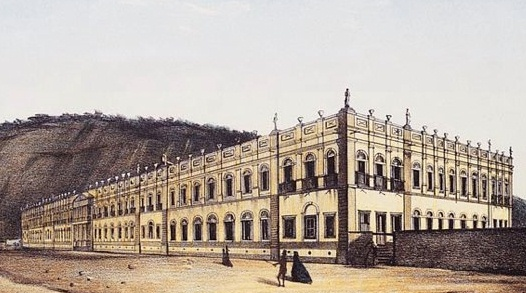
Университетский дворец (ок.1860)
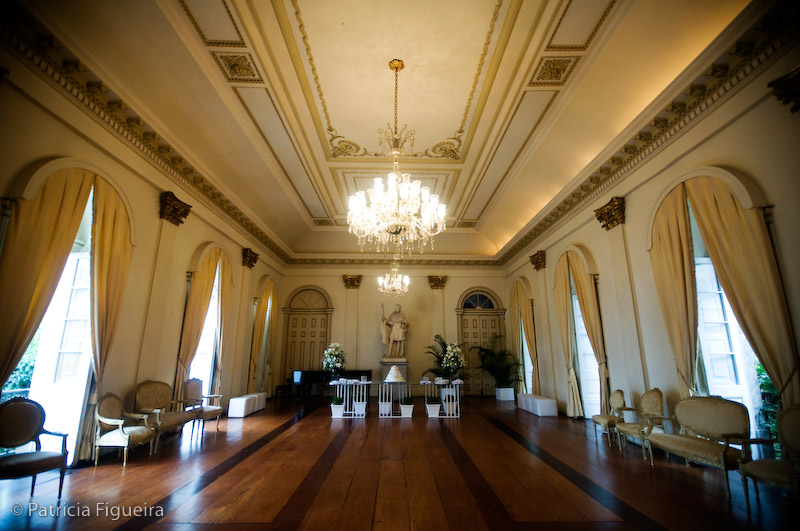
Золотой зал университетского дворца
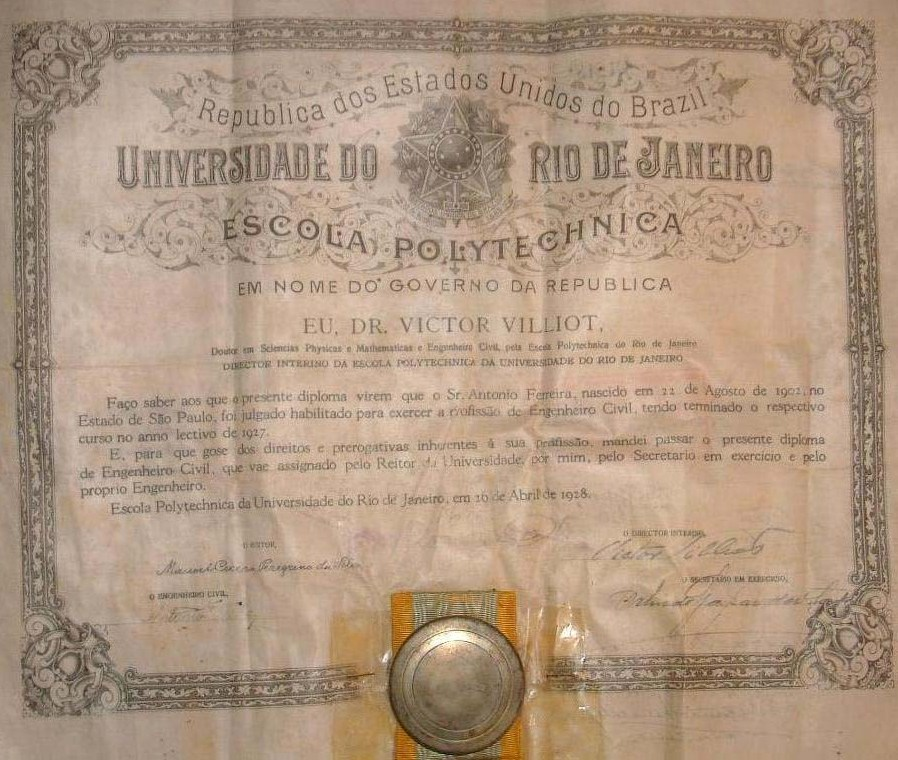
Диплом политехнической школы университета (1928)

## Факультеты
Университет включает в себя шесть центров, в каждый из которых входят различные школы и колледжи, занимающиеся образованием и исследованиями в соответствующей области науки:
- Центр наук о здоровье
- Центр технологий
- Центр математических и естественных наук
- Центр юридических и экономических наук
- Центр философских и гуманитарных наук
- Центр литературы и искусства

Также в состав университета входит Школа бизнеса COPPEAD и ряд других подразделений.

## Инфраструктура
Университет расположен в основном в Рио-де-Жанейро, с филиалами в десяти городах. Основные кампусы:
- исторический — на Прая-Вермелья (порт. Praia Vermelha), включающий в себя неоклассический Университетский дворец (порт. Palácio Universitário), построенный в 1842-1852 годах как хоспис[15] и переданный университету в 1949 году[16]
- современный — в Университетском городке (порт. Cidade Universitária), расположенном в Технологическом парке Рио (порт. Parque Tecnológico do Rio) на рукотворном острове Илья-ду-Фундау (порт. Ilha do Fundão)[17]

Библиотеки университета содержат оригиналы важных исторических документов, относящихся к истории Бразилии и её международных отношений. С 1983 года действует Система библиотек и информации (SiBI), предоставляющая совместный доступ к фондам более чем сорока специализированных библиотек.
К университету также относятся семь музеев (включая Национальный музей Бразилии, расположенный в бывшей резиденции императоров Бразилии дворце Сан-Кристован), восемь университетских больниц и сотни лабораторий.

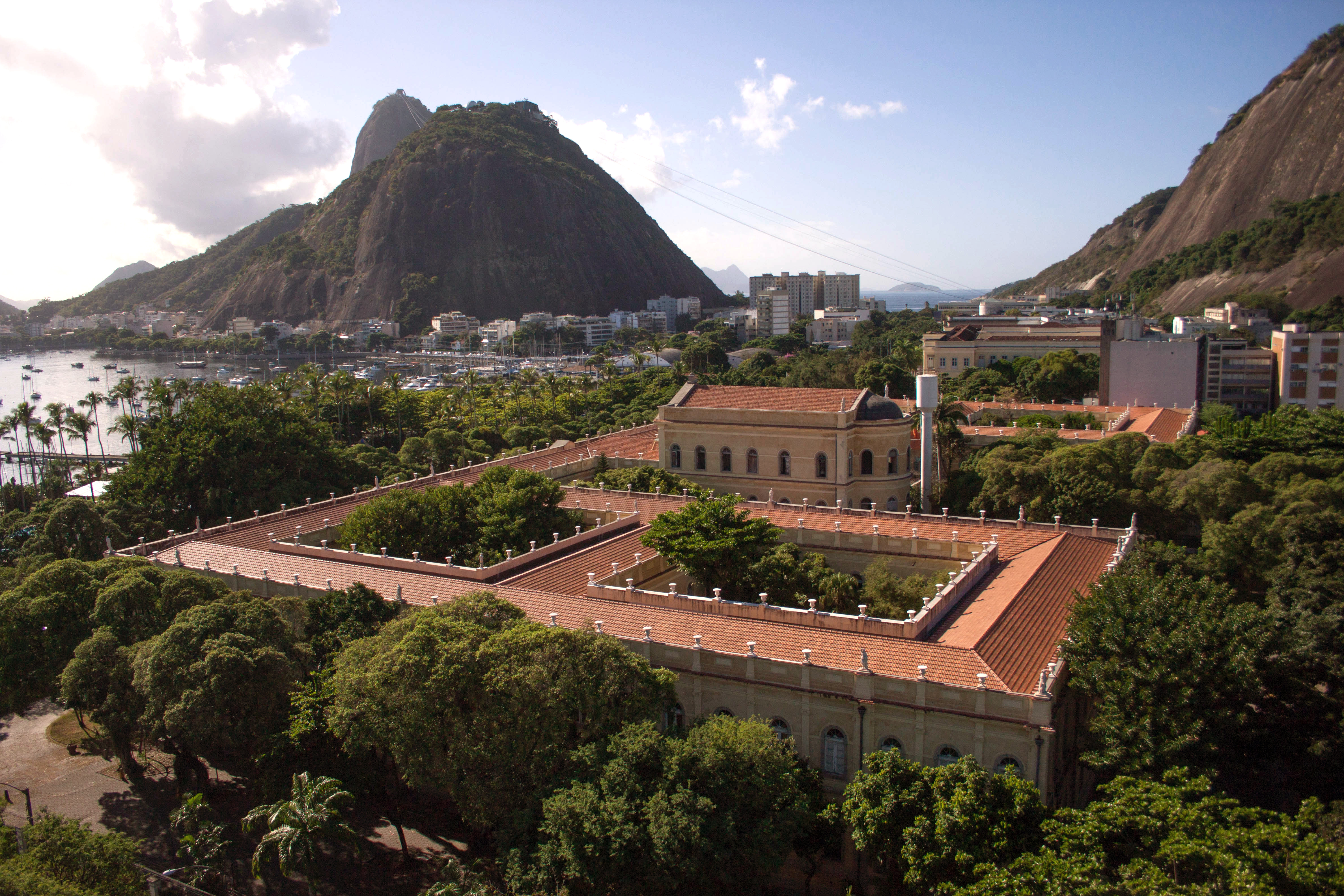
Университетский дворец на Прая-Вермелья (на заднем плане гора Пан-ди-Асукар)
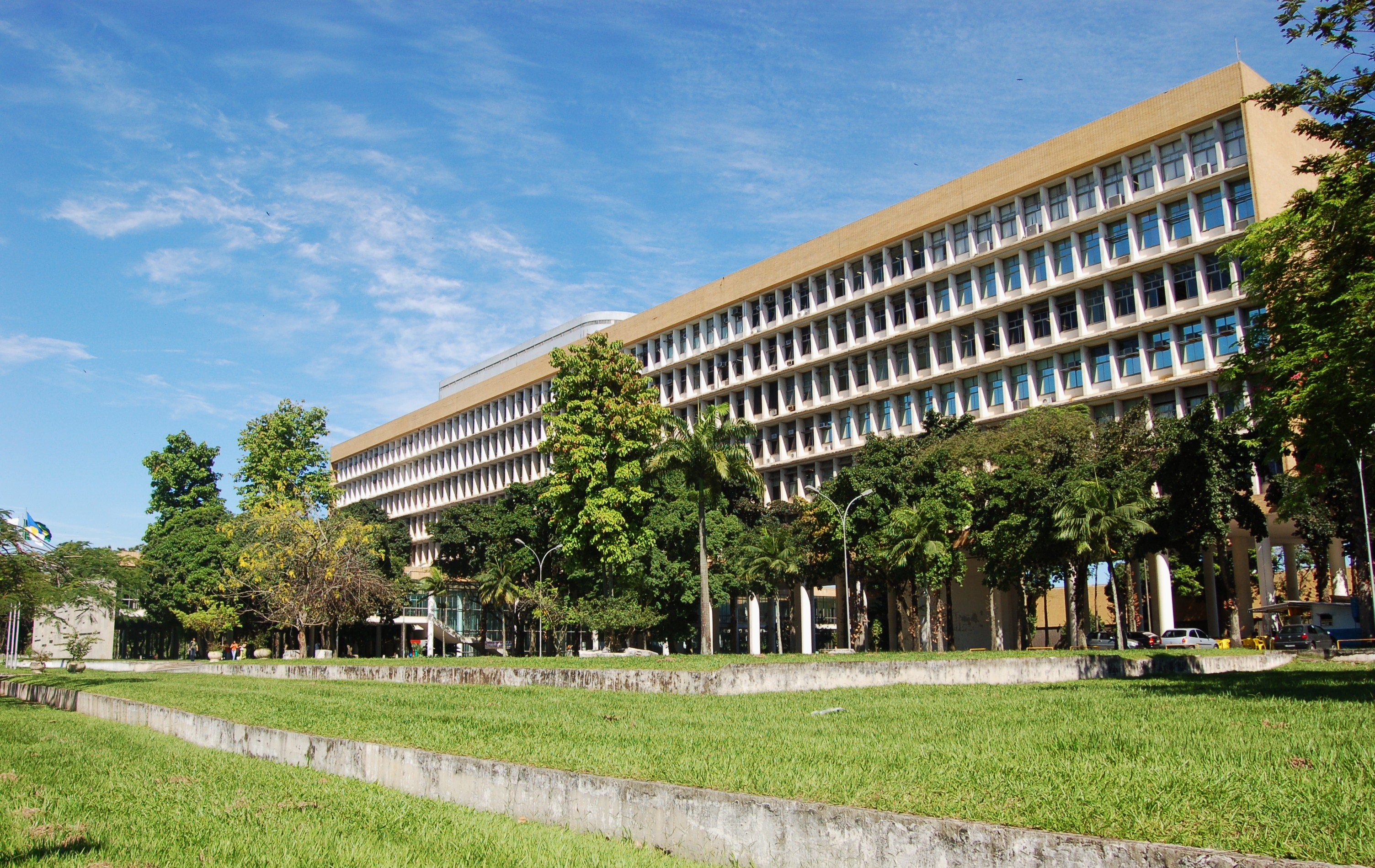
Здание ректората (1957)
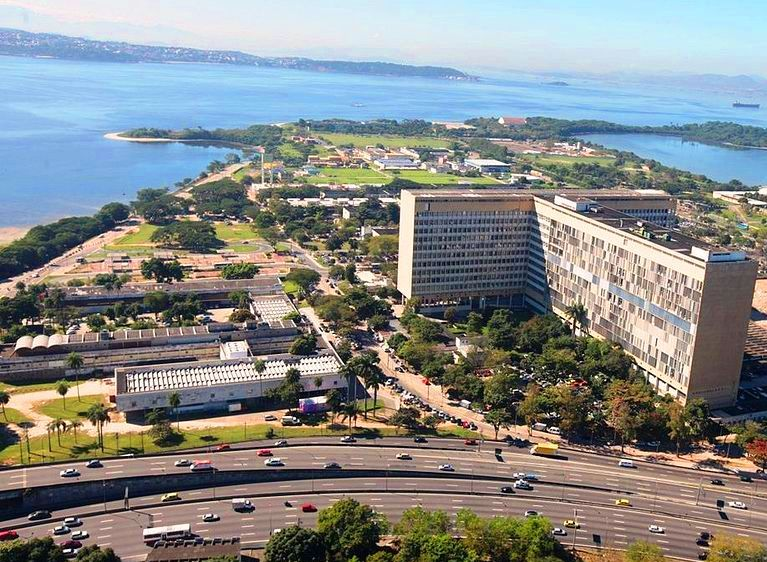
Университетский городок
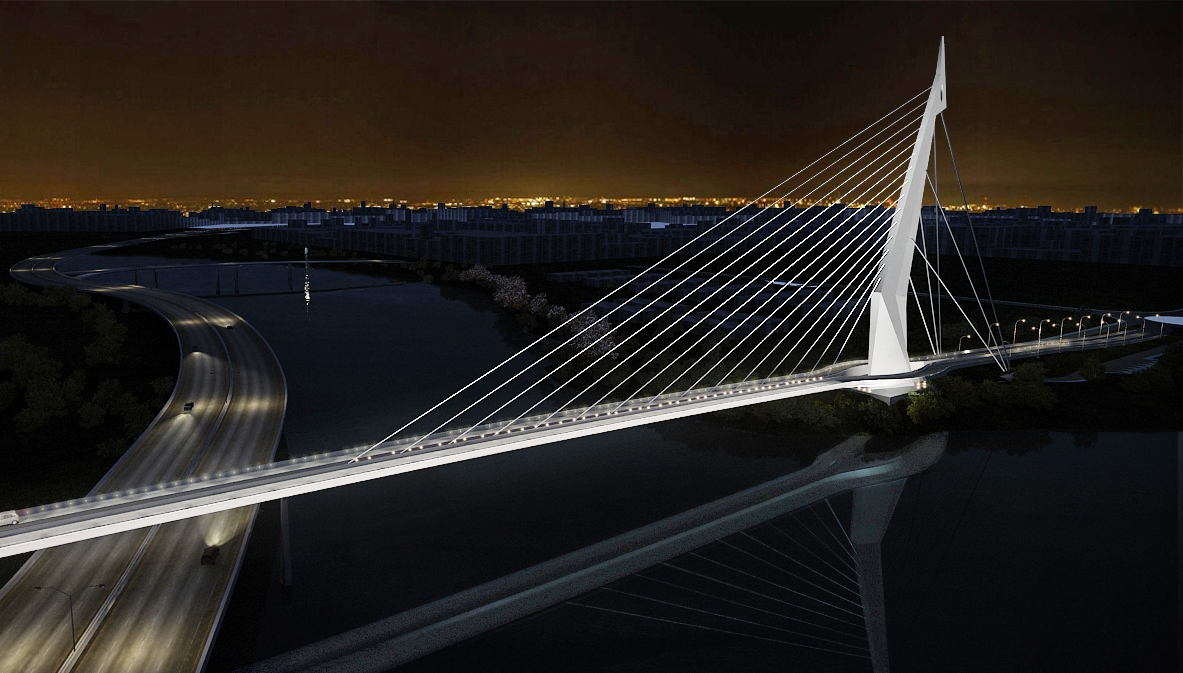
Мост знаний (порт. Ponte do Saber), соединяющий остров Илья-ду-Фундау с материком

## Известные выпускники
Университет дал Бразилии ряд видных ученых и государственных деятелей, среди которых можно особо упомянуть:
- Крус, Освальду Гонсалвис — медик-бактериолог, министр здравоохранения Бразилии (1903—1909)
- Шагас, Карлус — медик-бактериолог, впервые описавший болезнь Шагаса
- Аранья, Освальдо — государственный деятель, министр иностранных дел Бразилии (1938—1944), председатель Генеральной Ассамблеи ООН (1947—1948)
- Нимейер, Оскар — архитектор, один из основателей современной бразильской архитектурной школы, пионер и экспериментатор в области железобетонной архитектуры, лауреат Притцкеровской премии (1988)
- Палис, Жакоб — математик, лауреат премии Бальцана (2010)
- Авила, Артур — математик, лауреат Филдсовской премии (2014)